# ARM Cortex-R
ARM Cortex-R és un grup de microprocessadors del tipus RISC de 32 bits llicenciats per l'empresa ARM Holdings. Els nuclis Cortex-R són optimitzats per aplicacions crítiques en seguretat i en temps real (-R). La família -R consta actualment d'ARM Cortex-R4(F), ARM Cortex-R5(F), ARM Cortex-R7(F), ARM Cortex-R8(F), i ARM Cortex-R52(F).

## Història i versions
| Data | Nucli         | Arquitectura |
| ---- | ------------- | ------------ |
| 2011 | Cortex-R4(F)  | ARMv7-R      |
| 2011 | Cortex-R5(F)  | ARMv7-R      |
| 2011 | Cortex-R7(F)  | ARMv7-R      |
| 2016 | Cortex-R8(F)  | ARMv7-R      |
| 2016 | Cortex-R52(F) | ARMv8-R      |

## Propietats
- Sistema de Protecció de memòria.
- Sistema determinístic de la gestió d'interrupcions tan ràpides con les interrupcions no emmascarables.
- Sistema ECC de correcció de memòria cau L1.

## Principals fabricants
| Fabricant         | Sèries              | Descripció     |
| ----------------- | ------------------- | -------------- |
| Texas Instruments | RM41x/RM42x         | ARM Cortex-R4  |
| Texas Instruments | RM44x, RM46x, RM48x | ARM Cortex-R4F |
| Texas Instruments | RM57x               | ARM Cortex-R5F |
| Cypress           | FCR4                | ARM Cortex-R4  |
| ST                | STA1095             | ARM Cortex-R4  |